# Rząd Edwarda Heatha

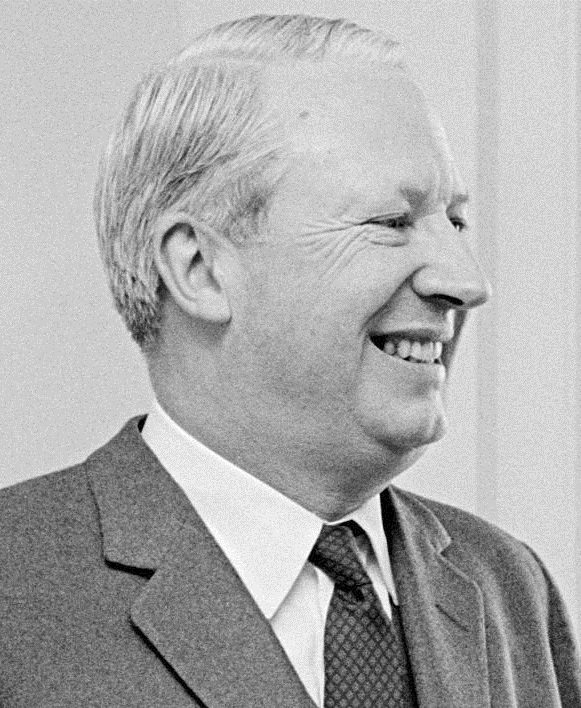
Edward Heath, premier, pierwszy lord skarbu, minister służby cywilnej

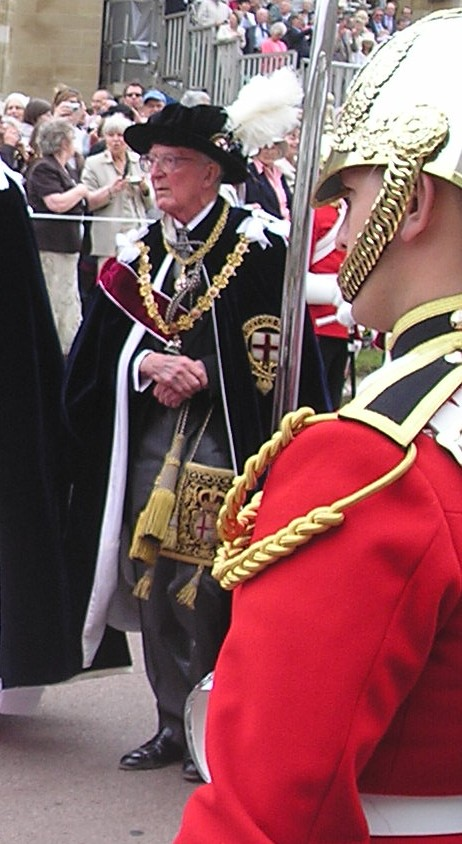
Baron Carrington, minister obrony, minister energii

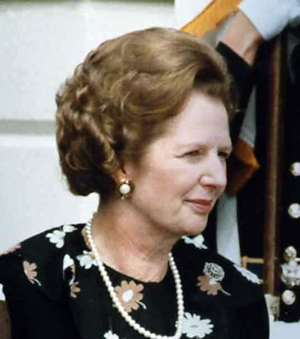
Margaret Thatcher, minister edukacji i nauki

Rząd Partii Konserwatywnej pod przewodnictwem Edwarda Heatha powstał po wyborach w czerwcu 1970 r. i przetrwał do marca 1974 r.
Członków ścisłego gabinetu wyróżniono tłustym drukiem.

## Skład rządu
| Urząd                                                                     | Imię i nazwisko                                | Kadencja  |
| ------------------------------------------------------------------------- | ---------------------------------------------- | --------- |
| Premier Pierwszy lord skarbu Minister służby cywilnej                     | Edward Heath                                   | 1970–1974 |
|                                                                           |                                                |           |
| Parlamentarny sekretarz w departamencie służby cywilnej                   | David Howell                                   | 1970–1972 |
| Parlamentarny sekretarz w departamencie służby cywilnej                   | Kenneth Baker                                  | 1972–1974 |
| Parlamentarny sekretarz w departamencie służby cywilnej                   | Geoffrey Johnson-Smith                         | 1972–1974 |
| Lord kanclerz                                                             | Quintin Hogg, baron Hailsham of St Marylebone  | 1970–1974 |
| Lord przewodniczący Rady                                                  | William Whitelaw                               | 1970–1972 |
| Lord przewodniczący Rady                                                  | Robert Carr                                    | 1972      |
| Lord przewodniczący Rady                                                  | James Prior                                    | 1972–1974 |
| Lord tajnej pieczęci                                                      | George Jellicoe, 2. hrabia Jellicoe            | 1970–1973 |
| Lord tajnej pieczęci                                                      | David Hennessy, 3. baron Windlesham            | 1974–1974 |
| Kanclerz skarbu                                                           | Iain Macleod                                   | 1970      |
| Kanclerz skarbu                                                           | Anthony Barber                                 | 1970–1974 |
| Naczelny sekretarz skarbu                                                 | Maurice Macmillan                              | 1970–1972 |
| Naczelny sekretarz skarbu                                                 | Patrick Jenkin                                 | 1972–1974 |
| Naczelny sekretarz skarbu                                                 | Tom Boardman                                   | 1974      |
| Minister stanu skarbu                                                     | Terence Higgins                                | 1970–1972 |
| Minister stanu skarbu                                                     | John Nott                                      | 1972–1974 |
| Parlamentarny sekretarz skarbu                                            | Francis Pym                                    | 1970–1973 |
| Parlamentarny sekretarz skarbu                                            | Humphrey Atkins                                | 1974–1974 |
| Finansowy sekretarz skarbu                                                | Patrick Jenkin                                 | 1970–1972 |
| Finansowy sekretarz skarbu                                                | Terence Higgins                                | 1972–1974 |
| Lord skarbu                                                               | Reginald Eyre                                  | 1970      |
| Lord skarbu                                                               | David Howell                                   | 1970–1971 |
| Lord skarbu                                                               | Hector Monro                                   | 1970–1971 |
| Lord skarbu                                                               | Bernard Weatherill                             | 1970–1971 |
| Lord skarbu                                                               | Walter Clegg                                   | 1970–1972 |
| Lord skarbu                                                               | Victor Goodhew                                 | 1970–1973 |
| Lord skarbu                                                               | Paul Hawkins                                   | 1971–1973 |
| Lord skarbu                                                               | Tim Fortescue                                  | 1971–1972 |
| Lord skarbu                                                               | Keith Speed                                    | 1971–1973 |
| Lord skarbu                                                               | Hugh Rossi                                     | 1972–1974 |
| Lord skarbu                                                               | Oscar Murton                                   | 1972–1973 |
| Lord skarbu                                                               | Michael Jopling                                | 1973–1974 |
| Lord skarbu                                                               | Hamish Gray                                    | 1973–1974 |
| Lord skarbu                                                               | John Stradling Thomas                          | 1973–1974 |
| Lord skarbu                                                               | Marcus Fox                                     | 1973–1974 |
| Lord skarbu                                                               | Kenneth Clarke                                 | 1974      |
| Minister spraw zagranicznych                                              | Alec Douglas-Home                              | 1970–1974 |
| Minister stanu w Foreign Office                                           | Joseph Godber                                  | 1970–1972 |
| Minister stanu w Foreign Office                                           | Richard Wood                                   | 1970–1974 |
| Minister stanu w Foreign Office                                           | Priscilla Buchan, baronowa Tweedsmuir          | 1972–1974 |
| Minister stanu w Foreign Office                                           | Julian Amery                                   | 1972–1974 |
| Minister stanu w Foreign Office                                           | Robert Lindsay, lord Balniel                   | 1972–1974 |
| Podsekretarz stanu w Foreign Office                                       | Peter Kerr, 12. markiz Lothian                 | 1970–1972 |
| Podsekretarz stanu w Foreign Office                                       | Anthony Royle                                  | 1970–1974 |
| Podsekretarz stanu w Foreign Office                                       | Anthony Kershaw                                | 1970–1973 |
| Podsekretarz stanu w Foreign Office                                       | Peter Blaker                                   | 1974      |
| Minister ds. rozwoju zamorskiego                                          | Richard Wood                                   | 1970–1974 |
| Minister spraw wewnętrznych                                               | Reginald Maudling                              | 1970–1972 |
| Minister spraw wewnętrznych                                               | Robert Carr                                    | 1972–1974 |
| Minister stanu w Home Office                                              | Richard Sharples                               | 1970–1972 |
| Minister stanu w Home Office                                              | David Hennessy, 3. baron Windlesham            | 1970–1972 |
| Minister stanu w Home Office                                              | Mark Carlisle                                  | 1972–1974 |
| Minister stanu w Home Office                                              | John Colville, 4. wicehrabia Colville          | 1972–1974 |
| Podsekretarz stanu w Home Office                                          | Mark Carlisle                                  | 1970–1972 |
| Podsekretarz stanu w Home Office                                          | David Lane                                     | 1972–1974 |
| Minister rolnictwa, rybołówstwa i żywności                                | James Prior                                    | 1970–1972 |
| Minister rolnictwa, rybołówstwa i żywności                                | Joseph Godber                                  | 1972–1974 |
| Minister stanu w ministerstwie rolnictwa, rybołówstwa i żywności          | Anthony Stodart                                | 1972–1974 |
| Parlamentarny sekretarz w ministerstwie rolnictwa, rybołówstwa i żywności | Anthony Stodart                                | 1970–1972 |
| Parlamentarny sekretarz w ministerstwie rolnictwa, rybołówstwa i żywności | Peter Mills                                    | 1972      |
| Parlamentarny sekretarz w ministerstwie rolnictwa, rybołówstwa i żywności | Peggy Fenner                                   | 1972–1974 |
| Parlamentarny sekretarz w ministerstwie rolnictwa, rybołówstwa i żywności | Robert Shirley, 13. hrabia Ferrers             | 1974      |
| Minister zaopatrzenia lotnictwa                                           | Frederick Corfield                             | 1970–1971 |
| Parlamentarny sekretarz ds. zaopatrzenia lotnictwa                        | David Price                                    | 1970–1971 |
| Minister obrony                                                           | Peter Carington, 6. baron Carrington           | 1970–1974 |
| Minister obrony                                                           | Ian Gilmour                                    | 1974      |
| Minister stanu w ministerstwie obrony                                     | Robert Lindsay, lord Balniel                   | 1970–1972 |
| Minister stanu w ministerstwie obrony                                     | Ian Gilmour                                    | 1972–1974 |
| Minister stanu w ministerstwie obrony                                     | George Younger                                 | 1974      |
| Minister stanu ds. zaopatrzenia armii                                     | Ian Gilmour                                    | 1971–1972 |
| Podsekretarz stanu ds. marynarki wojennej                                 | Peter Kirk                                     | 1970–1972 |
| Podsekretarz stanu ds. marynarki wojennej                                 | Antony Buck                                    | 1972–1974 |
| Podsekretarz stanu ds. sił powietrznych                                   | Antony Lambton                                 | 1970–1973 |
| Podsekretarz stanu ds. sił powietrznych                                   | Anthony Kershaw                                | 1974–1974 |
| Podsekretarz stanu ds. sił powietrznych                                   | Euan Howard, 4. baron Strathcona i Mount Royal | 1974      |
| Podsekretarz stanu ds. armii                                              | Ian Gilmour                                    | 1970–1971 |
| Podsekretarz stanu ds. armii                                              | Geoffrey Johnson-Smith                         | 1971–1972 |
| Podsekretarz stanu ds. armii                                              | Peter Blaker                                   | 1972–1974 |
| Podsekretarz stanu ds. armii                                              | Dudley Smith                                   | 1974      |
| Minister edukacji i nauki                                                 | Margaret Thatcher                              | 1970–1974 |
| Minister stanu w ministerstwie edukacji i nauki                           | Norman St John-Stevas                          | 1974–1974 |
| Podsekretarz stanu w ministerstwie edukacji i nauki                       | John Ganzoni, 2. baron Belstead                | 1970–1973 |
| Podsekretarz stanu w ministerstwie edukacji i nauki                       | William van Straubenzee                        | 1970–1972 |
| Podsekretarz stanu w ministerstwie edukacji i nauki                       | Norman St John-Stevas                          | 1972–1973 |
| Podsekretarz stanu w ministerstwie edukacji i nauki                       | Timothy Raison                                 | 1973–1974 |
| Podsekretarz stanu w ministerstwie edukacji i nauki                       | John Edmondson, 2. baron Sandford              | 1973–1974 |
| Minister zatrudnienia                                                     | Robert Carr                                    | 1970–1972 |
| Minister zatrudnienia                                                     | Maurice Macmillan                              | 1972–1973 |
| Minister zatrudnienia                                                     | William Whitelaw                               | 1974–1974 |
| Minister stanu w ministerstwie zatrudnienia                               | Paul Bryan                                     | 1970–1972 |
| Minister stanu w ministerstwie zatrudnienia                               | Robin Chichester-Clark                         | 1972–1974 |
| Podsekretarz stanu w ministerstwie zatrudnienia                           | Dudley Smith                                   | 1970–1974 |
| Podsekretarz stanu w ministerstwie zatrudnienia                           | David Howell                                   | 1971–1972 |
| Podsekretarz stanu w ministerstwie zatrudnienia                           | Nicholas Scott                                 | 1974      |
| Minister energii                                                          | Peter Carington, 6. baron Carrington           | 1974      |
| Minister ds. energii                                                      | Patrick Jenkin                                 | 1974      |
| Minister stanu w ministerstwie energii                                    | David Howell                                   | 1974      |
| Podsekretarz stanu w ministerstwie energii                                | Peter Emery                                    | 1974      |
| Minister środowiska                                                       | Peter Walker                                   | 1970–1972 |
| Minister środowiska                                                       | Geoffrey Rippon                                | 1972–1974 |
| Minister ds. samorządu lokalnego i rozwoju                                | Graham Page                                    | 1970–1974 |
| Minister ds. budownictwa                                                  | Julian Amery                                   | 1970–1972 |
| Minister ds. budownictwa                                                  | Paul Channon                                   | 1972–1974 |
| Minister ds. przemysłu transportowego                                     | John Peyton                                    | 1970–1974 |
| Podsekretarz stanu w ministerstwie środowiska                             | Eldon Griffiths                                | 1970–1974 |
| Podsekretarz stanu w ministerstwie środowiska                             | Paul Channon                                   | 1970–1972 |
| Podsekretarz stanu w ministerstwie środowiska                             | John Edmondson, 2. baron Sandford              | 1970–1973 |
| Podsekretarz stanu w ministerstwie środowiska                             | Michael Heseltine                              | 1970–1972 |
| Podsekretarz stanu w ministerstwie środowiska                             | Keith Speed                                    | 1972–1974 |
| Podsekretarz stanu w ministerstwie środowiska                             | Reginald Eyre                                  | 1972–1974 |
| Podsekretarz stanu w ministerstwie środowiska                             | Janet Young, baronowa Young                    | 1973–1974 |
| Podsekretarz stanu w ministerstwie środowiska                             | Hugh Rossi                                     | 1974      |
| Minister służby socjalnej                                                 | Keith Joseph                                   | 1970–1974 |
| Minister stanu w ministerstwie służby socjalnej                           | Morys Bruce, 4. baron Aberdare                 | 1970–1974 |
| Parlamentarny sekretarz w ministerstwie służby socjalnej                  | Paul Dean                                      | 1970–1974 |
| Parlamentarny sekretarz w ministerstwie służby socjalnej                  | Michael Alison                                 | 1970–1974 |
| Minister budownictwa i samorządu lokalnego                                | Peter Walker                                   | 1970      |
| Minister stanu w ministerstwie budownictwa i samorządu lokalnego          | Graham Page                                    | 1970      |
| Parlamentarny sekretarz w ministerstwie budownictwa i samorządu lokalnego | Eldon Griffiths                                | 1970      |
| Parlamentarny sekretarz w ministerstwie budownictwa i samorządu lokalnego | Paul Channon                                   | 1970      |
| Parlamentarny sekretarz w ministerstwie budownictwa i samorządu lokalnego | John Edmondson, 2. baron Sandford              | 1970      |
| Kanclerz Księstwa Lancaster                                               | Anthony Barber                                 | 1970      |
| Kanclerz Księstwa Lancaster                                               | Geoffrey Rippon                                | 1970–1972 |
| Kanclerz Księstwa Lancaster                                               | John Davies                                    | 1972–1974 |
| Minister ds. Irlandii Północnej                                           | William Whitelaw                               | 1972–1973 |
| Minister ds. Irlandii Północnej                                           | Francis Pym                                    | 1974–1974 |
| Minister stanu w ministerstwie ds. Irlandii Północnej                     | Paul Channon                                   | 1972      |
| Minister stanu w ministerstwie ds. Irlandii Północnej                     | David Hennessy, 3. baron Windlesham            | 1972–1973 |
| Minister stanu w ministerstwie ds. Irlandii Północnej                     | William van Straubenzee                        | 1972–1974 |
| Minister stanu w ministerstwie ds. Irlandii Północnej                     | David Howell                                   | 1972–1974 |
| Podsekretarz stanu w ministerstwie ds. Irlandii Północnej                 | David Howell                                   | 1972      |
| Podsekretarz stanu w ministerstwie ds. Irlandii Północnej                 | Peter Mills                                    | 1972–1974 |
| Podsekretarz stanu w ministerstwie ds. Irlandii Północnej                 | John Ganzoni, 2. baron Belstead                | 1973–1974 |
| Paymaster-General                                                         | David Eccles, 1. wicehrabia Eccles             | 1970–1973 |
| Paymaster-General                                                         | Maurice Macmillan                              | 1974–1974 |
| Minister bez teki                                                         | Niall Macpherson, 1. baron Drumalbyn           | 1970–1974 |
| Minister bez teki                                                         | Morys Bruce, 4. baron Aberdare                 | 1974      |
| Minister ds. poczty i telekomunikacji                                     | Christopher Chataway                           | 1970–1972 |
| Minister ds. poczty i telekomunikacji                                     | John Eden                                      | 1972–1974 |
| Minister ds. pracy publicznych i robót                                    | Julian Amery                                   | 1970      |
| Parlamentarny sekretarz ds. prac publicznych i robót                      | Anthony Kershaw                                | 1970      |
| Minister ds. Szkocji                                                      | Gordon Campbell                                | 1970–1974 |
| Minister stanu w ministerstwie ds. Szkocji                                | Priscilla Buchan, baronowa Tweedsmuir          | 1970–1972 |
| Minister stanu w ministerstwie ds. Szkocji                                | Henry Hepburne-Scott, 10. lord Polwarth        | 1972–1974 |
| Podsekretarz stanu w ministerstwie ds. Szkocji                            | Alick Buchanan-Smith                           | 1970–1974 |
| Podsekretarz stanu w ministerstwie ds. Szkocji                            | George Younger                                 | 1970–1974 |
| Podsekretarz stanu w ministerstwie ds. Szkocji                            | Teddy Taylor                                   | 1970–1971 |
| Podsekretarz stanu w ministerstwie ds. Szkocji                            | Hector Monro                                   | 1971–1974 |
| Podsekretarz stanu w ministerstwie ds. Szkocji                            | Teddy Taylor                                   | 1974      |
| Minister ds. technologii                                                  | Geoffrey Rippon                                | 1970      |
| Minister ds. technologii                                                  | John Davies                                    | 1970      |
| Minister stanu w ministerstwie ds. technologii                            | John Eden                                      | 1970      |
| Minister stanu w ministerstwie ds. technologii                            | Frederick Ponsonby, 10. hrabia Bessborough     | 1970      |
| Parlamentarny sekretarz w ministerstwie technologii                       | David Price                                    | 1970      |
| Parlamentarny sekretarz w ministerstwie technologii                       | Nicholas Ridley                                | 1970      |
| Przewodniczący Zarządu Handlu                                             | Michael Noble                                  | 1970      |
| Minister stanu przy Zarządzie Handlu                                      | Frederick Corfield                             | 1970      |
| Parlamentarny sekretarz przy Zarządzie Handlu                             | Anthony Grant                                  | 1970      |
| Minister handlu i przemysłu                                               | John Davies                                    | 1970–1972 |
| Minister handlu i przemysłu                                               | Peter Walker                                   | 1972–1974 |
| Minister stanu ds. handlu                                                 | Michael Noble                                  | 1970–1972 |
| Minister stanu ds. handlu                                                 | Geoffrey Howe                                  | 1972–1974 |
| Podsekretarz stanu ds. handlu                                             | Anthony Grant                                  | 1970–1972 |
| Podsekretarz stanu ds. handlu                                             | Patrick Pery, 6. hrabia Limerick               | 1972–1974 |
| Minister stanu ds. przemysłu                                              | John Eden                                      | 1970–1972 |
| Minister stanu ds. przemysłu                                              | Tom Boardman                                   | 1972–1974 |
| Podsekretarz stanu ds. przemysłu                                          | Nicholas Ridley                                | 1970–1972 |
| Podsekretarz stanu ds. przemysłu                                          | Peter Emery                                    | 1972–1974 |
| Minister ds. przestrzeni kosmicznej                                       | Frederick Corfield                             | 1971–1972 |
| Minister ds. przestrzeni kosmicznej                                       | Michael Heseltine                              | 1972      |
| Podsekretarz stanu ds. przestrzeni kosmicznej                             | David Price                                    | 1971–1972 |
| Podsekretarz stanu ds. przestrzeni kosmicznej                             | Cranley Onslow                                 | 1972      |
| Minister ds. rozwoju przemysłu                                            | Christopher Chataway                           | 1972–1974 |
| Podsekretarz stanu ds. rozwoju przemysłu                                  | Anthony Grant                                  | 1972–1974 |
| Minister transportu                                                       | John Peyton                                    | 1970      |
| Parlamentarny sekretarz w ministerstwie transportu                        | Michael Heseltine                              | 1970      |
| Minister ds. Walii                                                        | Peter Thomas                                   | 1970–1974 |
| Minister stanu ds. Walii                                                  | David Gibson-Watt                              | 1970–1974 |
| Prokurator generalny                                                      | Peter Rawlinson                                | 1970–1974 |
| Radca generalny Anglii i Walii                                            | Geoffrey Howe                                  | 1970–1972 |
| Radca generalny Anglii i Walii                                            | Michael Havers                                 | 1972–1974 |
| Lord adwokat                                                              | Norman Wylie                                   | 1970–1974 |
| Solicitor General Szkocji                                                 | David William Robert Brand                     | 1970–1972 |
| Solicitor General Szkocji                                                 | William Ian Stewart                            | 1972–1974 |
| Skarbnik Dworu Królewskiego                                               | Humphrey Atkins                                | 1970–1973 |
| Skarbnik Dworu Królewskiego                                               | Bernard Weatherill                             | 1974–1974 |
| Kontroler Dworu Królewskiego                                              | Walter Elliot                                  | 1970      |
| Kontroler Dworu Królewskiego                                              | Reginald Eyre                                  | 1970–1972 |
| Kontroler Dworu Królewskiego                                              | Bernard Weatherill                             | 1972–1973 |
| Kontroler Dworu Królewskiego                                              | Walter Clegg                                   | 1974–1974 |
| Wiceszambelan Dworu Królewskiego                                          | Jasper More                                    | 1970–1971 |
| Wiceszambelan Dworu Królewskiego                                          | Bernard Weatherill                             | 1971–1972 |
| Wiceszambelan Dworu Królewskiego                                          | Walter Clegg                                   | 1972–1973 |
| Wiceszambelan Dworu Królewskiego                                          | Paul Hawkins                                   | 1974–1974 |
| Kapitan Gentlemen-at-Arms                                                 | Michael Hicks Beach, 2. hrabia St Aldwyn       | 1970–1974 |
| Kapitan Yeomen of the Guard                                               | John Goschen, 3. wicehrabia Goschen            | 1970–1971 |
| Kapitan Yeomen of the Guard                                               | Bertram Bowyer, 2. baron Denham                | 1971–1974 |
| Lord-in-waiting                                                           | Charles Stourton, 26. baron Mowbray            | 1970–1974 |
| Lord-in-waiting                                                           | Bertram Bowyer, 2. baron Denham                | 1970–1971 |
| Lord-in-waiting                                                           | Nicholas Bethell, 4. baron Bethell             | 1970–1971 |
| Lord-in-waiting                                                           | Robert Shirley, 13. hrabia Ferrers             | 1971–1974 |
| Lord-in-waiting                                                           | Peter Kerr, 12. markiz Lothian                 | 1972–1973 |
| Lord-in-waiting                                                           | Alexander Ruthven, 2. hrabia Gowrie            | 1972–1974 |
| Lord-in-waiting                                                           | Janet Young, baronowa Young                    | 1972–1973 |
| Lord-in-waiting                                                           | Euan Howard, 4. baron Strathcona i Mount Royal | 1974–1974 |
| Lord-in-waiting                                                           | Richard Hill, 7. baron Sandys                  | 1974      |
| Lord-in-waiting                                                           | Richard Wellesley, 6. hrabia Cowley            | 1974      |
| Lord-in-waiting                                                           | Shane Alexander, 2. hrabia Alexander of Tunis  | 1974      |